# Куміяма

Кумія́ма (яп. 久御山町, くみやまちょう, МФА: [kumʲijama t͡ɕoː]?) — містечко в Японії, в повіті Кусе префектури Кіото.  Отримало статус містечка 1954 року. Площа становить 13,86 км². Станом на 1 жовтня 2017 року населення складало 15 589  осіб, густота населення — 1120 осіб/км².   